# Сергеевка (Сергеевский сельский совет, Покровский район)
Серге́евка (укр. Сергіївка) — село на Украине, находится в Покровском районе Донецкой области.
Код КОАТУУ — 1422786001. Население по переписи 2001 года составляет 1895 человек. Телефонный код — 623.

## Адрес местного совета
85333, Донецкая область, Покровский р-н, с. Сергеевка, ул. Почтовая, 36, тел. 5-35-2-42

## Памятники
- Памятник Ленину. Именно в Сергеевке в 1924 году, после кончины Владимира Ильича, по инициативе жителей собственными силами был воздвигнут самый первый на Украине памятник основателю Коммунистической партии и Советского государства.[1]